# Ioana Diaconescu
Ioana Diaconescu   (Bucarest, 21 de juliol de 1947) és una poeta, traductora, publicista i periodista romanesa. La seva obra es caracteritza per un estil simbòlic i eròtic. Des de 1971 és membre de la Unió d'Escriptors de Romania.
Ha escrit entre d'altres Furǎm trandafiri (‘Robem roses', 1967), Jumǎtate zeu (‘Mig déu’, 1970), Adagio (1973), Taina (‘El secret’, 1976) i Amiaza (‘El migdia’, 1978).